# Tripoli csata
A tripoli csata a 2011-ben zajló líbiai polgárháború egyik legjelentősebb csatája volt, mely augusztus 20–28. között zajlott a Moammer Kadhafi líbiai vezető ellen a NATO támogatásával lázadó Átmeneti Nemzeti Tanács hadereje és a Kadhafihoz hű csapatok között. A csata a lázadók egyértelmű győzelmével végződött, melynek köszönhetően az ország fővárosa az ÁNT kezére került, súlyos csapást okozva ezzel a kadhafista csapatoknak.

## Előzmények
A Kadhafi uralma elleni felkelés 2011 februárjában tört ki a kelet-líbiai Bengáziban. Innen rövid idő alatt továbbterjedt Kelet-Líbia teljes területére, majd tiltakozó megmozdulások robbantak ki a nyugati Tripolitánia régióban is, előbb Miszrátában, majd a fővárosban, Tripoliban is. Míg azonban Kelet-Líbia felett a felkelőknek a hadsereg egyes alakulatai átállásának köszönhetően sikerült átvenni a hatalmat, sőt súlyos harcok árán Miszrátában is, addig Tripoliban Kadhafi hadereje a február 17. - 25. között zajló összecsapásokban leverte a felkelést, a harcokban legkevesebb 300 felkelő vesztette életét, de egyes források szerint számuk a 700-at is elérte.
A felkelők kezdeti sikerei után a kadhafista haderő ellentámadásba lépve át keleten egészen a felkelők központjának számító Bengázi határáig nyomult, az előretörést azonban megakasztotta a nemzetközi intervenció, melynek köszönhetően a felkelők a szövetséges légierő támogatásával felmentették az ostromlott Bengázit és hosszabb harcok után a frontvonal keleten végül megállapodott Brega és Adzsdábija között.
Az áttörést végül a déli Nefúsza-hegység berber lázadói érték el, akiknek április végére sikerült elfoglalniuk a vázzini líbiai - tunéziai átkelőhelyet, majd július végén heves offenzívát indítottak Tripoli irányában, melynek során kezükre kerültek a stratégiai fontosságú Szurmán és Garján városok, melyek a délről a fővárosba vezető útvonalat felügyelték. Május 15-re a miszrátai felkelők a NATO támogatásával vereséget mértek a várost ostromló kormánycsapatokra, megkezdve az előrenyomulást a főváros irányába. A miszrátai győzelem hírére tüntetések robbantak ki Tripoliban, melyet a kadhafista haderő azonban rövid idő alatt levert. A többi fronton bekövetkezett győzelmek hatására végül a keleti fronton is sikerült áttörést elérni, augusztus 17-re az itteni felkelőknek is sikerült megközelíteniük Tripoli keleti határát. Augusztus 20-ra tehát a város teljes ostromgyűrűbe került, a lázadó csapatoknak pedig lehetőségük nyílt rá, hogy a NATO légierejének támogatása mellett támadást indítsanak az ország fővárosát védő, Kadhafihoz hű alakulatok ellen (Kadhafi, mint később kiderült, ekkor már nem tartózkodott a városban, hanem a még mindig hozzá hű Szurtban, szülővárosában húzta meg magát).

## A csata

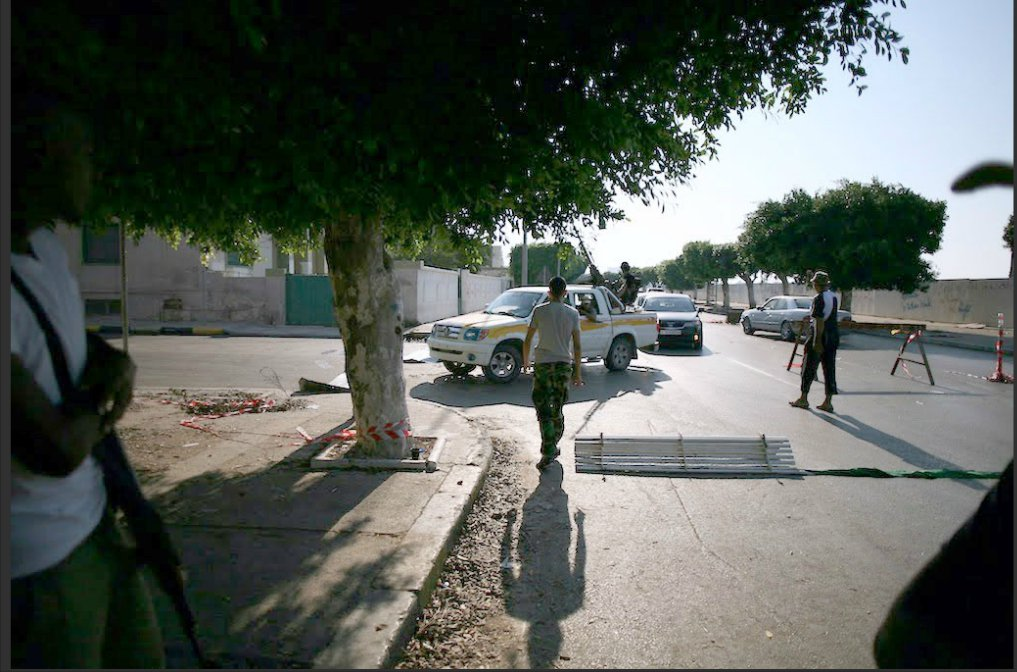
Lázadók által felállított ellenőrzőpont a városban augusztus 26-án.

Augusztus 20-án a várostól keletre elhelyezkedő lázadók támadást indítottak egy, a várostól 27 km-re levő, a főváros fele vezető híd ellen. A támadás hírére felkelés tört ki Tripolin belül, melynek központjául a Ben Nabi mecset számított. A lázadók elbarikádozták a mecsethez vezető utakat és felvették a harcot a helyszínre érkező lojalista erőkkel. A felkelés gyorsan szétterjedt a város teljes területére, egy egész napos harc után a felkelőknek éjjelre sikerült birtokukba venni a nemzetközi repülőteret. Músza Ibráhím kormányszóvivő ennek ellenére nyilatkozatában cáfolta a híreket, miszerint felkelés zajlik a városban, kijelentve, hogy a városban minden nyugodt és a kadhafista harcosok teljes mértékben ellenőrzik azt. 
Másnap hajnalban a felkelők závijai ága megkezdte az offenzívát a város ellen, majd a reggel folyamán a miszrátai és a berber felkelők is támadásba lendültek. Az előretőrő felkelők csak gyenge ellenállással találkoztak, azt is főként a Moammer Kadhafi egyik fia, Hamísz Kadhafi vezette Hamísz Brigád részéről, ugyanis a lojalista haderő nagy része a továbbra is folytatódó városbeli felkelés elleni harccal volt elfoglalva. Délutánra a felkelők elfoglalták a külvárosi negyedek nagy részét. A tovább folytatódó harcokban a augusztus 22-én éjjelre a város 90% már a felkelők kezére került. Ekkora a lojalisták kezén már csak a Bab al-Azizija komplexum, a Rixos hotel és a kikötő egy része volt. 
Augusztus 23-án a felkelők kezére került Szajf al-Iszlám Kadhafi, aki azonban sikeresen megszökött a fogságból és elhagyta Tripolit, Dél-Líbiába menekülve. A nap folyamán heves harcok után elesett a Bab al-Azizija. Másnap a felkelők kezére került a Rixos-hotel is, ahonnan kiszabadították a Kadhafi katonái által korábban foglyul ejtett külföldi újságírókat. A nap végére gyakorlatilag a teljes város a felkelők kezére került, de a harcok még szórványosan folytak a város Abu Szalim és Al Hadba al-Hadra negyedeiben, melyeket a NATO is intenzíven bombázott, így a lázadóknak sikerült letörniük az ellenállást. Végül augusztus 28-án megindult az utolsó ellentámadás az egyetlen még lojalista kézen levő bázis ellen, melyet hét órás küzdelem után sikerült bevenni, ezzel az ÁNT teljesen leverte az ellenállást a városban. A harcokban 1700 felkelő, legkevesebb 128 lojalista harcos és 108 civil vesztette életét. A NATO légitámadásai során 17 épületet, 1 tankot, 18 páncélozott járművet és 2 légvédelmi üteget semmisített meg.

## Következmények
A város elfoglalását követően már csak a déli Fezzán tartomány egy része, valamint Szurt és Bani Valíd városok maradtak Kadhafi haderejének irányítása alatt. Tripoli elvesztésére válaszként szeptember 1-én Kadhafi Szurtot kiáltotta ki az ország fővárosává. Szeptember 22-re azonban az ÁNT hadereje teljesen uralma alá hajtotta Fezzán tartományt, majd október 17-re Bani Valíd felett is átvették az ellenőrzést. Október 14-én Kadhafi-párti felkelés robbant ki Tripoliban, melyet azonban rövid idő alatt levertek, a harcokban 3-an estek el. 
Október 20-ra az ÁNT bevette az utolsó, még Kadhafi kezén levő várost, Szurtot, amelynek ostromában a diktátor is életét vesztette. Ezzel az ÁNT győzelmével véget ért a líbiai polgárháború.